# 男の子のためにパンとバターを用意する女性
『男の子のためにパンとバターを用意する女性』（おとこのためにパンとバターをよういするじょせい、蘭: Vrouw met brood en boter en een naast haar staande jongen、英: A Woman Preparing Bread and Butter for a Boy）は、オランダ黄金時代の画家ピーテル・デ・ホーホが1660–1663年にキャンバス上に油彩で制作した絵画である。作品は、ロサンゼルスにあるJ・ポール・ゲティ美術館に所蔵されている。

## 作品
母親が横に立っている息子のためのパンにバターを塗っている。彼は食前のお祈りをして頭を垂れており、開いている玄関ドアから見える学校 (オランダ語で「schole」と読める) に行くところである。部屋の扉の上の小さなニッチには何冊かの本とロウソクがあり、ロウソクはおそらく教育がもたらす啓蒙を示唆している。部屋のドアの前の床にある小さな独楽は、「子供と独楽は、絶えず鞭打っていなければ倒れてしまう」というオランダの諺を表しているのかもしれない。17世紀のプロテスタントの国では、教育と子育てに対する適切な態度は重要な事柄であった。
垂直線と幾何学的形体の使用により、この室内場面の秩序ある簡素さが表現されている。自然光が玄関ドアからタイルの床に零れている。 対照的に、前景の内部は暗く、オランダの家庭生活の厳粛で敬虔な一瞬を強調している。
本作は、1908年に研究者ホフステーデ・デ・フロートにより以下のように記述された。
10番。お祈りをしている男の子のためにパンとバターを切っている女性。 ジョン・スミス (美術史家) 54番。デ・フロート 48番。背後に窓のある部屋の中に、濃い色の上着と青いスカートを身に着けた女性が座っている。彼女は左手に一斤のパンを持っており、左手の椅子の上にある皿からバターを取っている。右側には、手を組んだ少年が立っており、胸に帽子を当てている。部屋の中は弱い光に照らされている。タイルの床のある通路の開いた半扉は、道に面している。向かいの家の地面は陽光に照らされている。絵画は、非常に評価されている光り輝く効果を持ち合わせてはいないが、とても心地よく、満足感を与える作例である。 板上にキャンバス、縦26インチ、横20と1/2インチ。ヴァーゲンにより言及されている。補遺、p. 342。売却歴。1750年4月16日、アムステルダム、(52フロリン) (Hoet, ii. 288)。1800年6月11日、アムステルダム、Jan Gildemeester Jansz（415フロリン、Yver)。1823年7月15日、アムステルダム、A. Meynts (1450フロリン、 Brondgeest)。ハーグ、J. G. Verstolk van Soelen男爵のコレクション、1846年にすべて  Thomas Baring、Humphrey Mildmay、そし Lord Overstone卿に売却。売却。1893年7月24日、ロンドン、Humphrey Bingham Mildmay、30番 (2625ポンド、Colnaghi and Lawrie)。現在[1908年]、モントリオールのDrummondコレクション。
J・ポール・ゲティ美術館によると、その後、作品は、アンドリュー・メロンのコレクション、次いでハインリヒ・ティッセンのシュロース・ロホンツ (Schloss Rohoncz) のコレクションに入り、1984に美術館に購入された。